# Henri Bellechose
Henri Bellechose (bekend vanaf 1415 – 1440/1444) was een schilder, oorspronkelijk afkomstig uit Brabant, uit de gotische periode, die werkzaam was te Dijon en wordt gerekend tot de Franse primitieven.
Henri Bellechose is pas bekend vanaf 1415 omdat hij dat jaar de officiële schilder en kamerheer (valet de chambre ) werd van Jan zonder Vrees, de hertog van Bourgondië. Hij volgde daarbij Jan Maelwael op, in wiens atelier hij mogelijk al werkzaam was. Bellechose voltooide het door Maelwael begonnen retabel van Sint Denijs, dat werd geschilderd voor het kartuizerklooster van Champmol, nabij Dijon, en thans in het Louvre hangt. Bellechose verrichtte ook decoratief werk, zoals het schilderen van vlaggen voor het kasteel van Talant en het schilderen van het wapenschild voor de begrafenis van Jan zonder Vrees in 1419.
In 1420 werd hij hofschilder van de nieuwe hertog van Bourgondië, Filips de Goede. Tijdens de jaren twintig had hij zo’n acht assistenten en twee leerjongens. Hij huwde ook met Alixant Lebon, de dochter van een notaris uit Dijon. Tijdens deze jaren ontving hij meerdere opdrachten van zijn beschermheer, o.a. voor altaarstukken, bijvoorbeeld voor de kapel van het kasteel van Saulx-le-Duc en voor de Sint-Michielskerk van Dijon. Hij verrichtte ook weer decoratief werk voor begrafenissen, zoals voor die van Margaretha van Beieren in 1423.
In 1430 verscheen Bellechoses naam voor het laatst in de hertogelijke rekenboeken. Het salaris van Bellechose was sinds 1426 met twee derde afgenomen en sinds 1429 werd Bellechose zelfs helemaal niet meer betaald. Doordat Filips de Goede zijn hof had verhuisd naar de Nederlanden en vaker een beroep deed op Jan van Eyck, nam het prestige van het hof in Dijon en bijgevolg de artiesten die daar werkzaam waren af. Bellechose was nog steeds in leven in 1440, maar verbleef niet meer te Dijon.

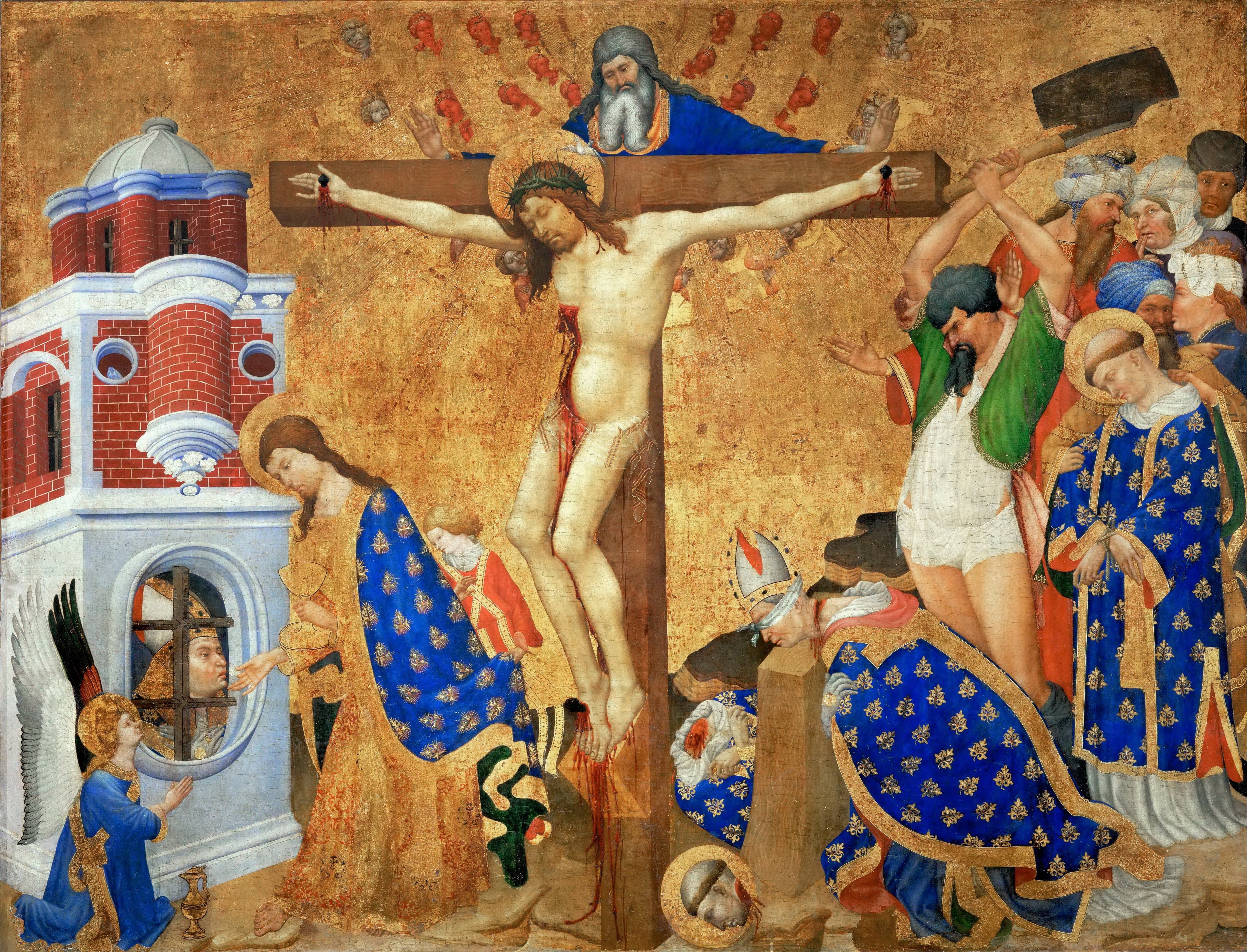
Retabel van Sint-Dionysius, Louvre, Parijs

- Bibliothèque nationale de France: cb149693533 (data)
- Gemeinsame Normdatei: 133638812
- RKD-Nederlands Instituut voor Kunstgeschiedenis: 6216
- Union List of Artist Names: 500030814
- Virtual International Authority File: 10120614
- WorldCat: E39PBJgMxxGKdHgDwthr9t7bVC